# Даргавс
Даргавс (ос. Дæргъæвс) — село в Пригородному районі Республіки Північна Осетія — Аланія.
Адміністративний центр муніципального утворення «Даргавське сільське поселення».

## Географія
Розташоване в південно-західній частині Пригородного району, на правому березі річки Гізельдон, в центрі полонини. Знаходиться в 37 км на північний захід від міста Владикавказ.

## Етимологія
Походження назви селища має кілька пояснень — ос. дуаргæс («воротар або захисник ущелини»), або від («довгий») + фæз («поляна»).

## Історія

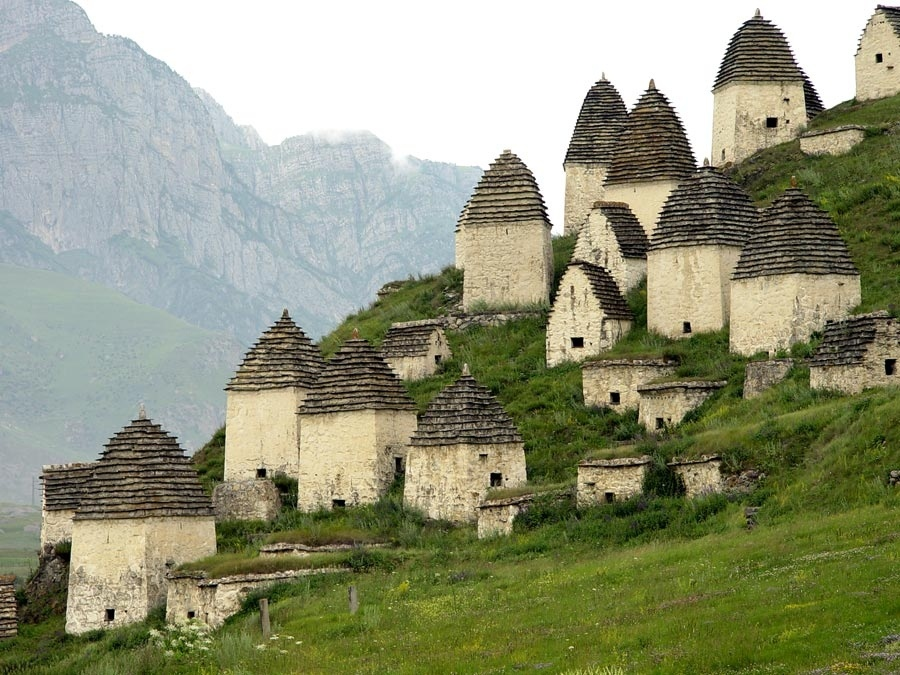
Некрополь біля селища Даргавс

Місцевість, де розташовується селище, була заселена з епохи бронзового століття. Тут виявлено велику кількість археологічних пам'яток, в тому числі аланський могильник кінця I тисячоліття н. е.
В середні віки Даргавс був одним з головних центрів формування Тагаурської громади. Згідно з історичними та генеалогічними переказами, тут жив царевич Тага, родоначальник родів і прізвищ, які належали до вищого стану Східної Осетії. З Даргавс походили багато знатних (алдарських) прізвищ Осетії.
Переселення більшої частини жителів селища на рівнину почалося після заснування в 1763 році фортеці Моздок. У 1830 році під час повстання в Осетії в Даргавс увірвалися царські війська під командуванням генерала Абхазова. Безліч жителів було вбито, кілька веж було зруйновано. Керівники повстання були заслані в Сибір.
Нині населення продовжує скорочуватися, що пов'язано зі сходом льодовика Колка у вересні 2002 року.

## Населення
| Чисельність населення |      |
| 2002                  | 2010 |
| 155                   | →155 |

## Архітектурні пам'ятники
Селище дуже багате різними архітектурними пам'ятками, особливо відоме бойовими вежами і «містом мертвих» (ос. Дæргъæвсы зæппæдзтæ), що складається з 97 склепів різного типу. На березі річки Уаллагдон знаходиться вежа (ос. мæсыг) Мамсурових, висотою в 16 метрів. Попри те що верхня частина башти зруйнована, вона вражає своїми розмірами та бездоганною якістю кладки. Арковий вхід розташовується на висоті 2 метрів; в разі небезпеки люди підіймалися по приставних дерев'яних сходах, які витягали за собою, замикаючи вхід окутими залізом дверима. Вежа Мамсурових є яскравим прикладом осетинського кам'яного зодчества, будівництво подібних веж могли собі дозволити тільки найбагатші родини.
Вежа Алікових височить над «містом мертвих», в кілометрі від селища, на схилі гори Рамінираг. Масиг має чотири балкончики (машикулі). Ця вежа контролювала підступи до Даргавс з боку Геналдонської ущелини. Відома також під назвою вежа Бадтієвих, які захопили вежу пізніше. Вежа сильно постраждала в результаті землетрусу в 1923 році.
На східній околиці аулу розташована житлова вежа Дегоєвих, поруч з якою виявлені руїни бойової башти Дегоєвих. Житлова вежа Дегоєвих була добре захищеним будинком-фортецею, всередині якої знаходилися: вогнище, над яким висів ланцюг, різьблене дерев'яне крісло для старшого чоловіка (хістæр), низькі триногі столики для їжі (финг), видовбана зі стовбура дерева діжка для води, дерев'яні саморобні ліжка, лавка, на полицях розставлявся дерев'яний і глиняний посуд, на стіні почесне місце займала холодна і вогнепальна зброя.
У Даргавс також існують з різним ступенем збереження наступні пам'ятки архітектури: комплекс Тароєвих, замок (галуан) Сахманових, вежа Джібілових, житлова вежа Сасієвих, вежа і ганах Байматових, а також безліч інших пам'ятників невстановленої приналежності.
У центрі села знаходиться меморіал загиблим в роки Великої Вітчизняної війни, навпроти нього через дорогу — пам'ятник Й. В. Сталіну.

## Галерея

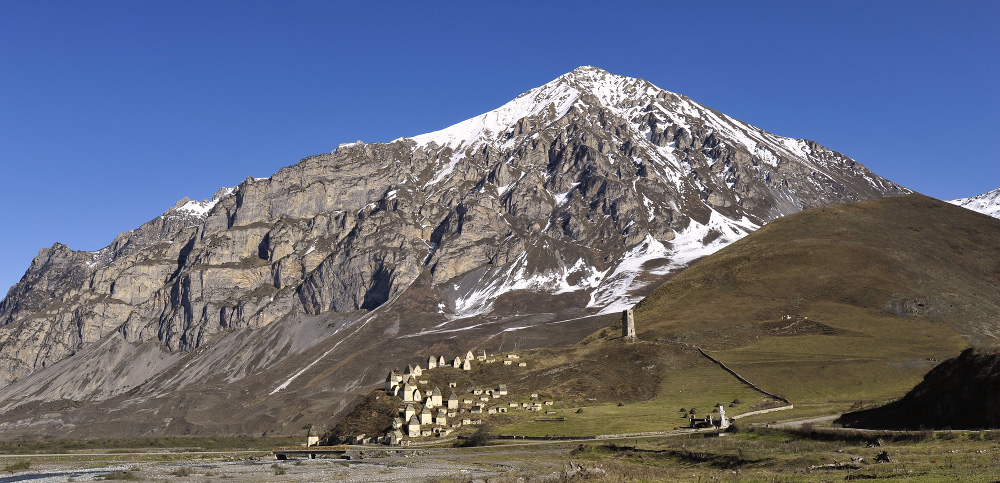
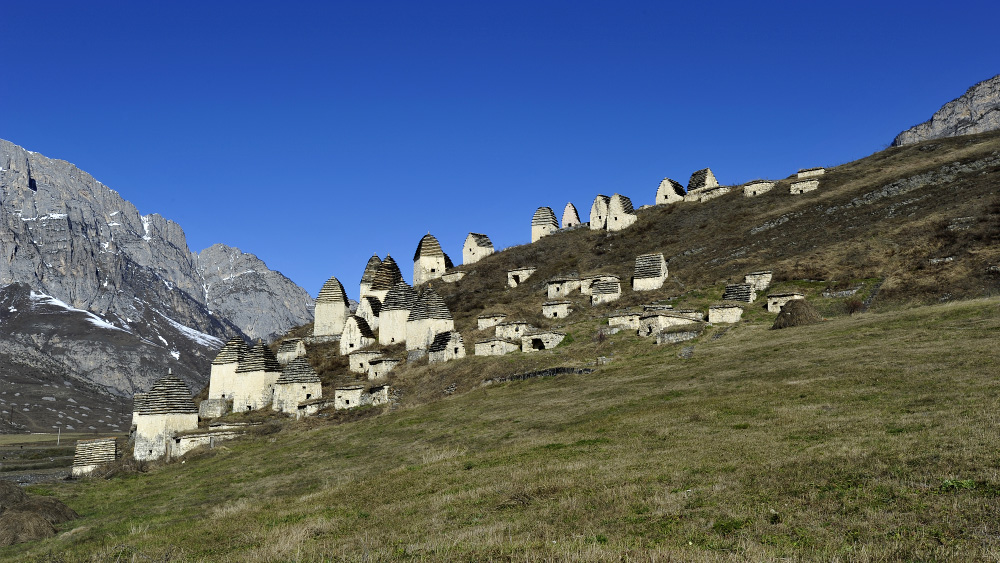
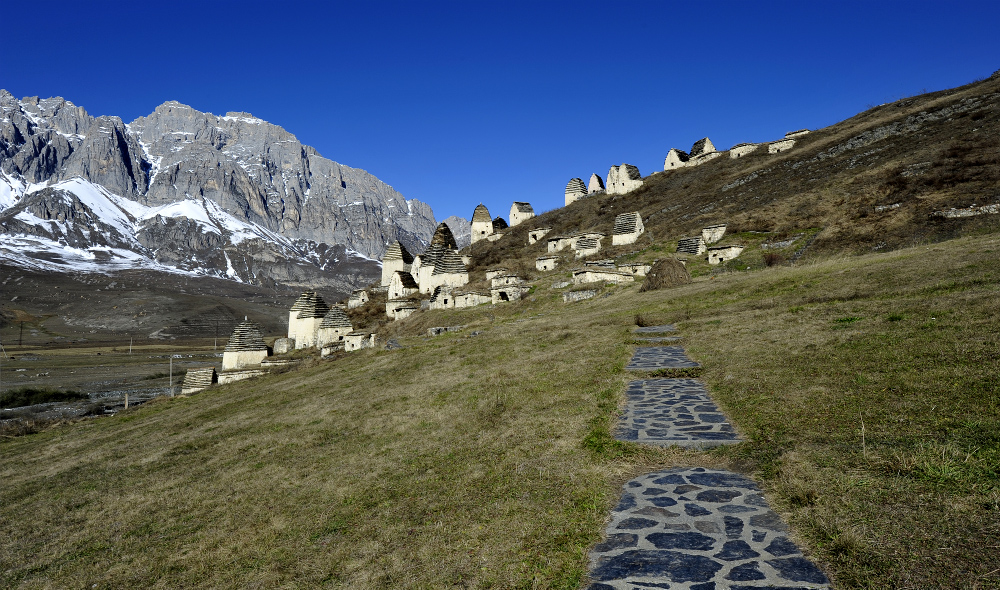
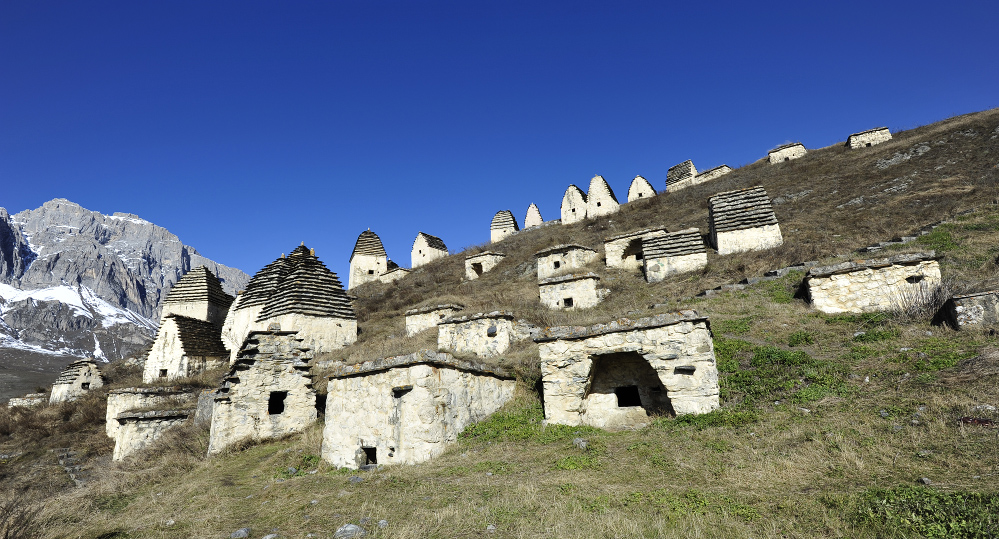
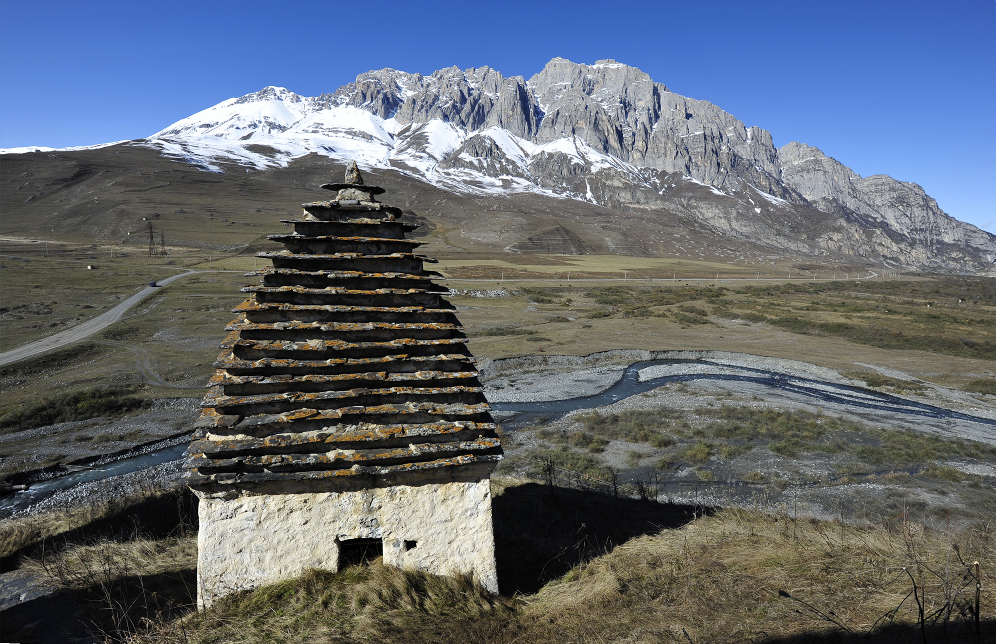
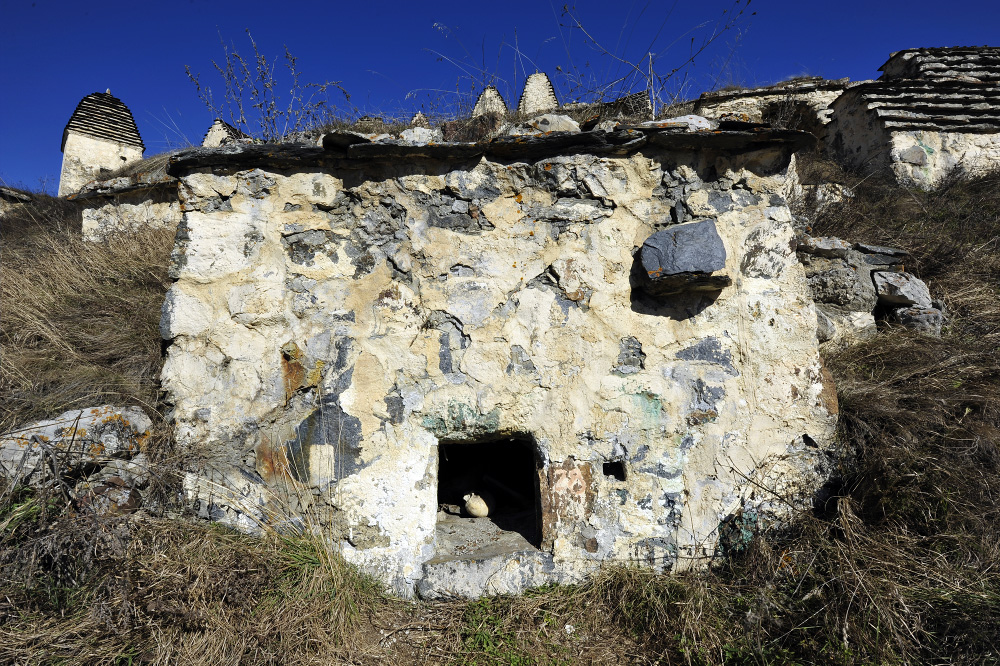
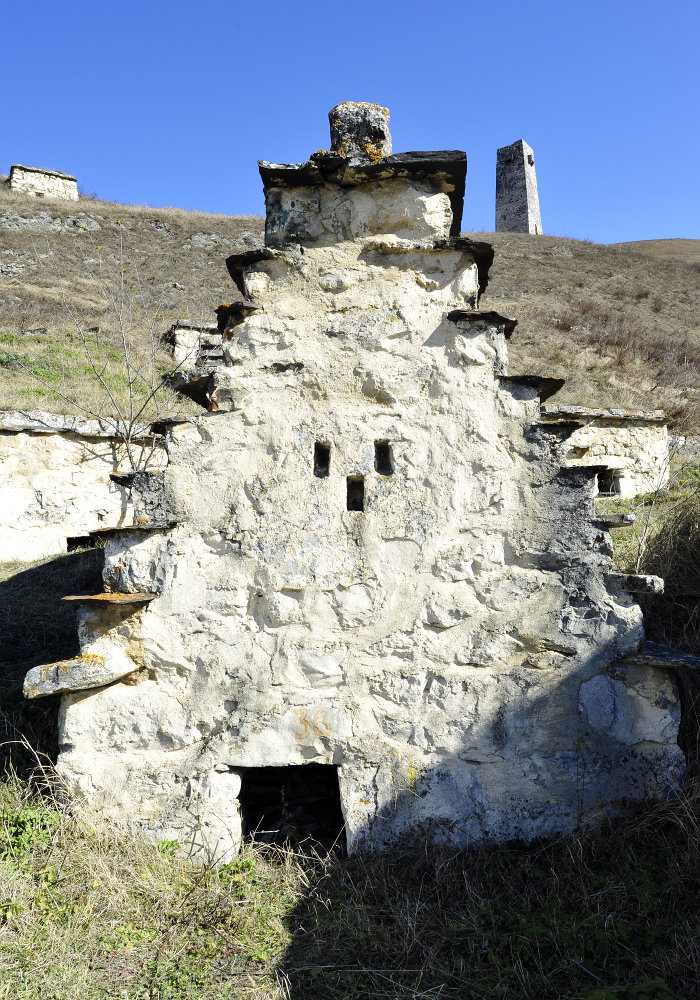
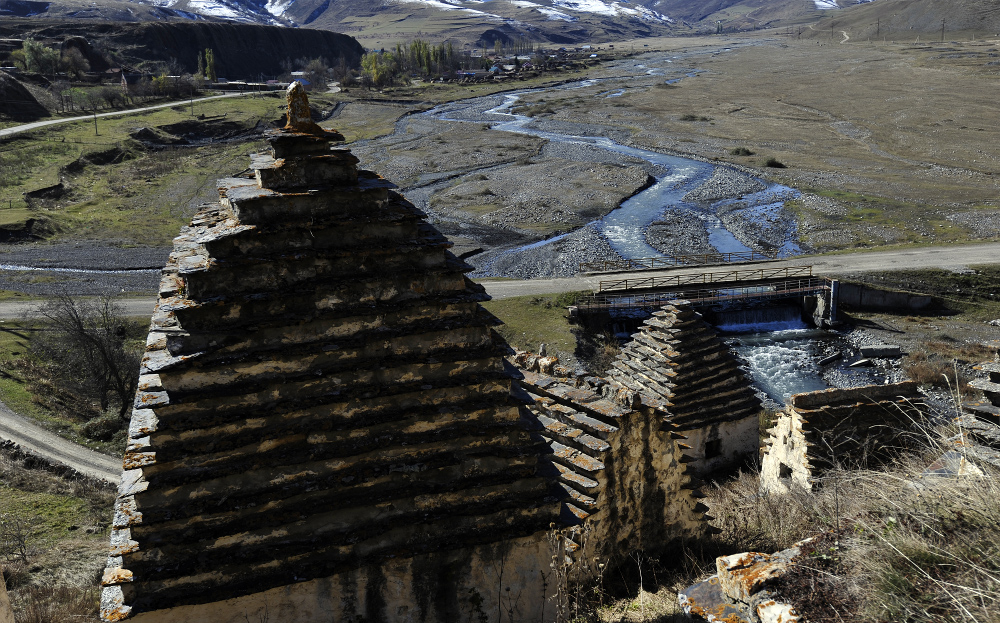
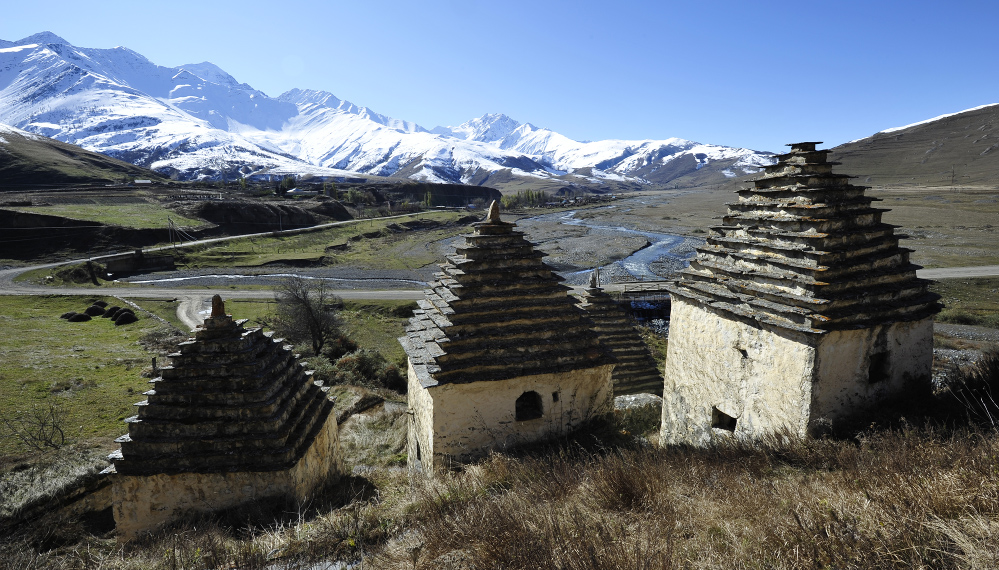
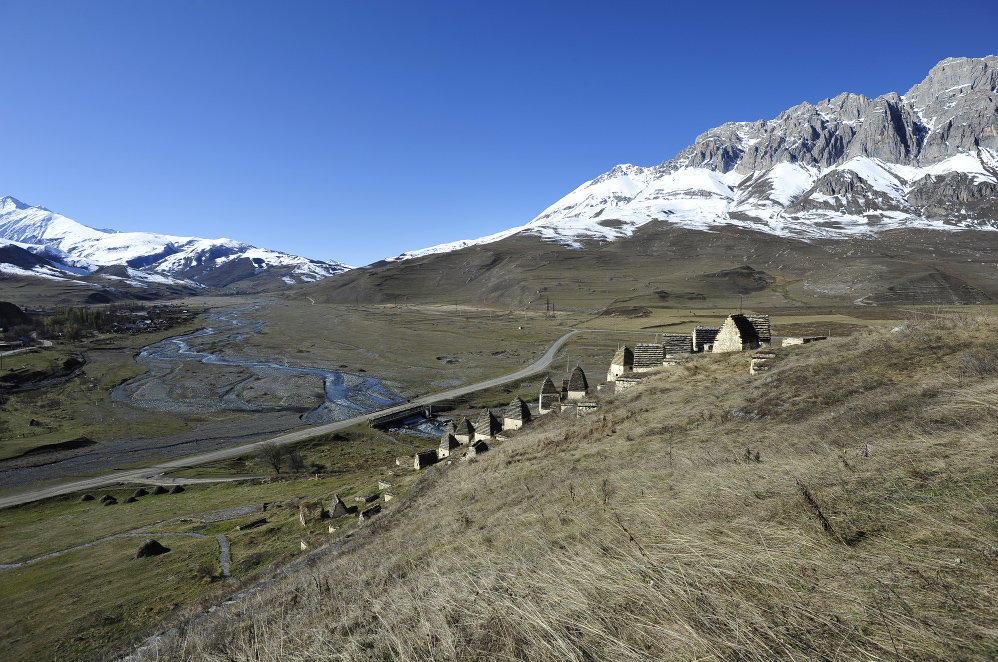
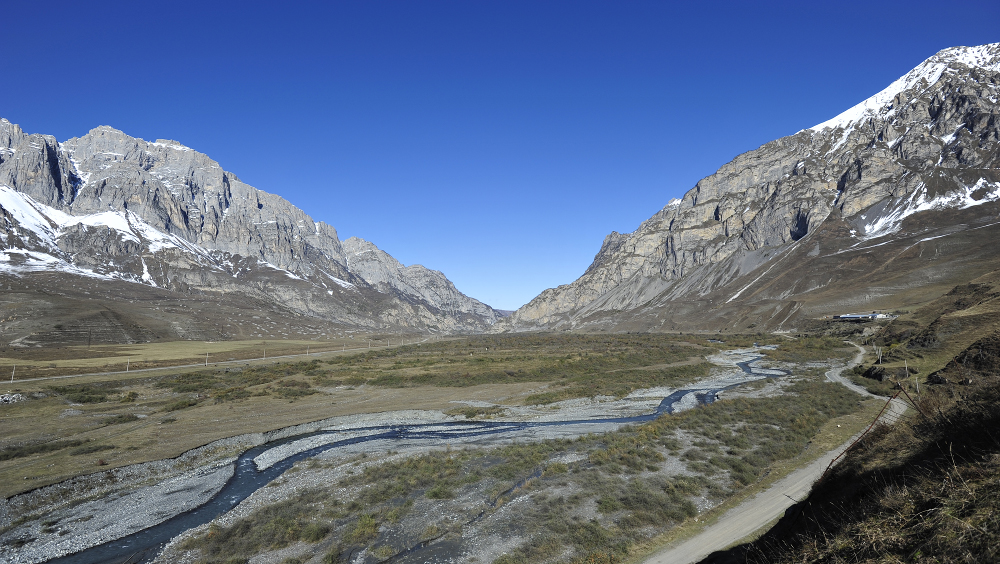
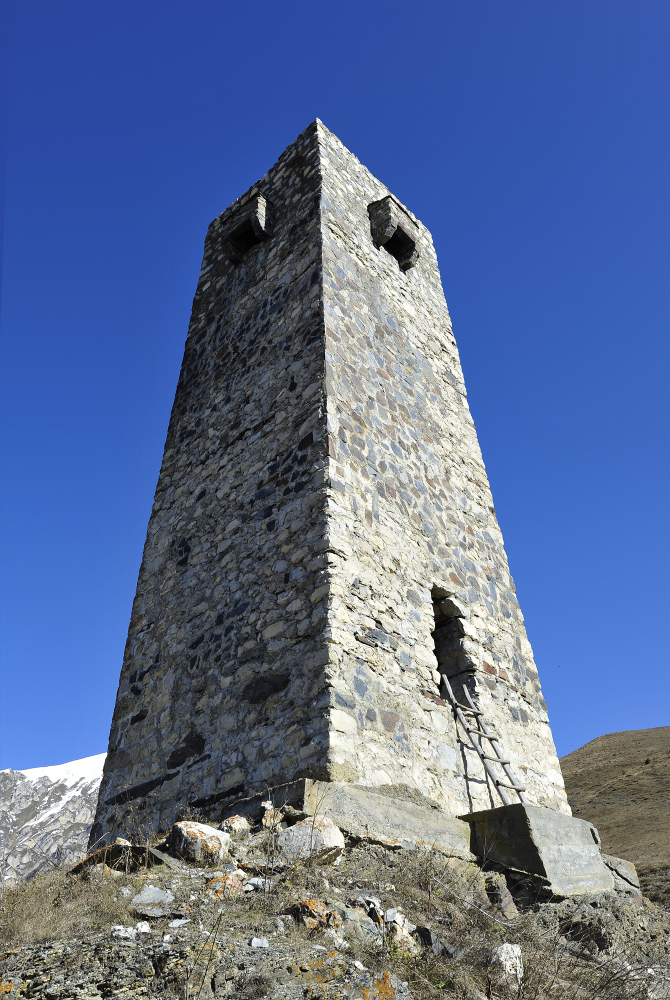